# Carlo I del Liechtenstein
Carlo I del Liechtenstein (Valtice, 30 luglio 1569 – Praga, 12 febbraio 1627) è stato il primo principe sovrano del Liechtenstein dal 1608 al 1627, ed è considerato il fondatore della casa principesca.
Dal 1622 fu anche viceré di Boemia.

## Biografia

### Infanzia
Carlo era il figlio maggiore del barone Hartmann II del Liechtenstein e di sua moglie, la contessa Anna di Ortenburg, entrambi nobili boemi.

### Matrimonio

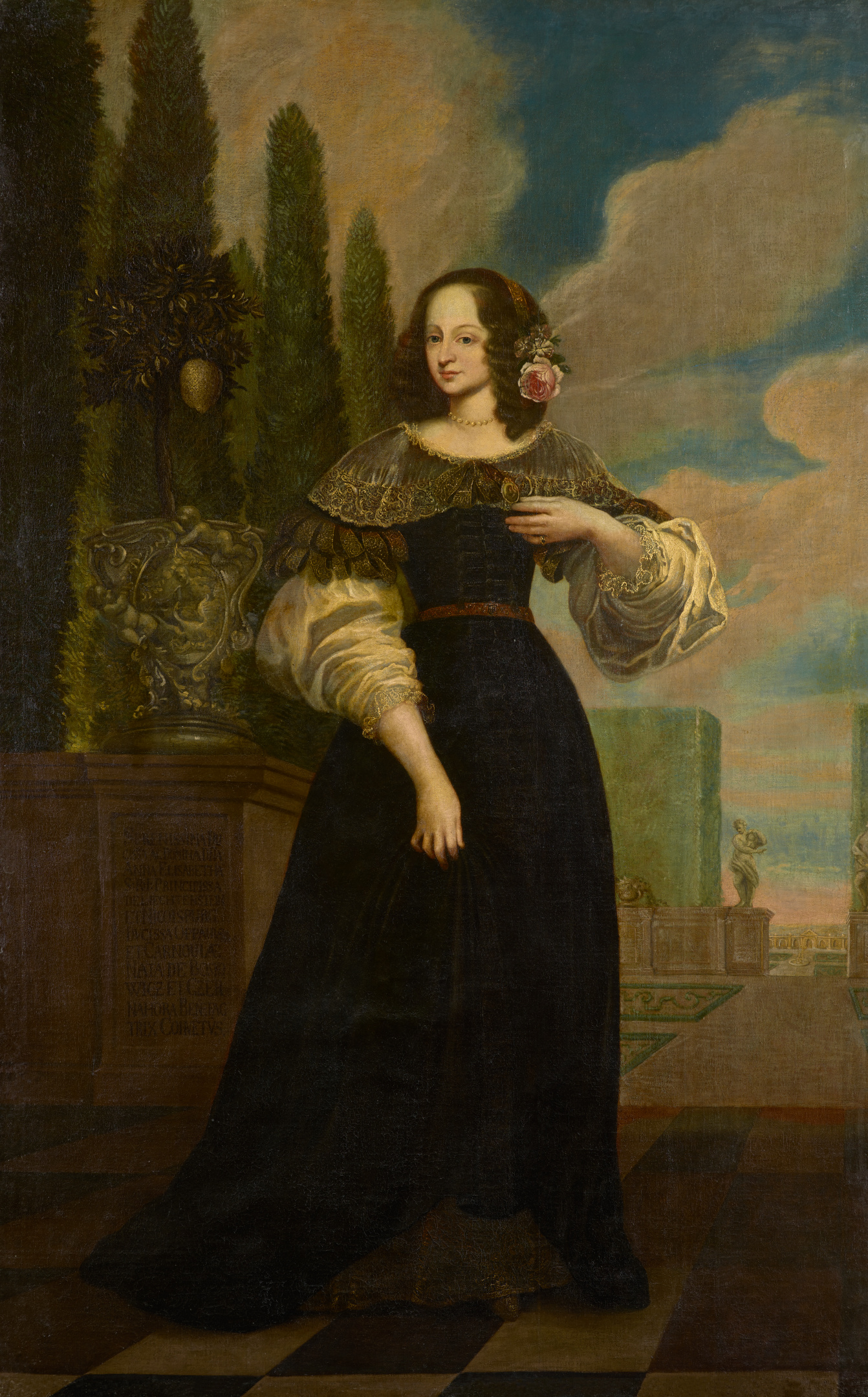
La baronessa Anna Maria Šemberová di Boskovic e Černá Hora, moglie di Carlo I

Nel 1590 sposò la baronessa Anna Maria Šemberová di Boskovic e Černá Hora.

### Principe di Liechtenstein

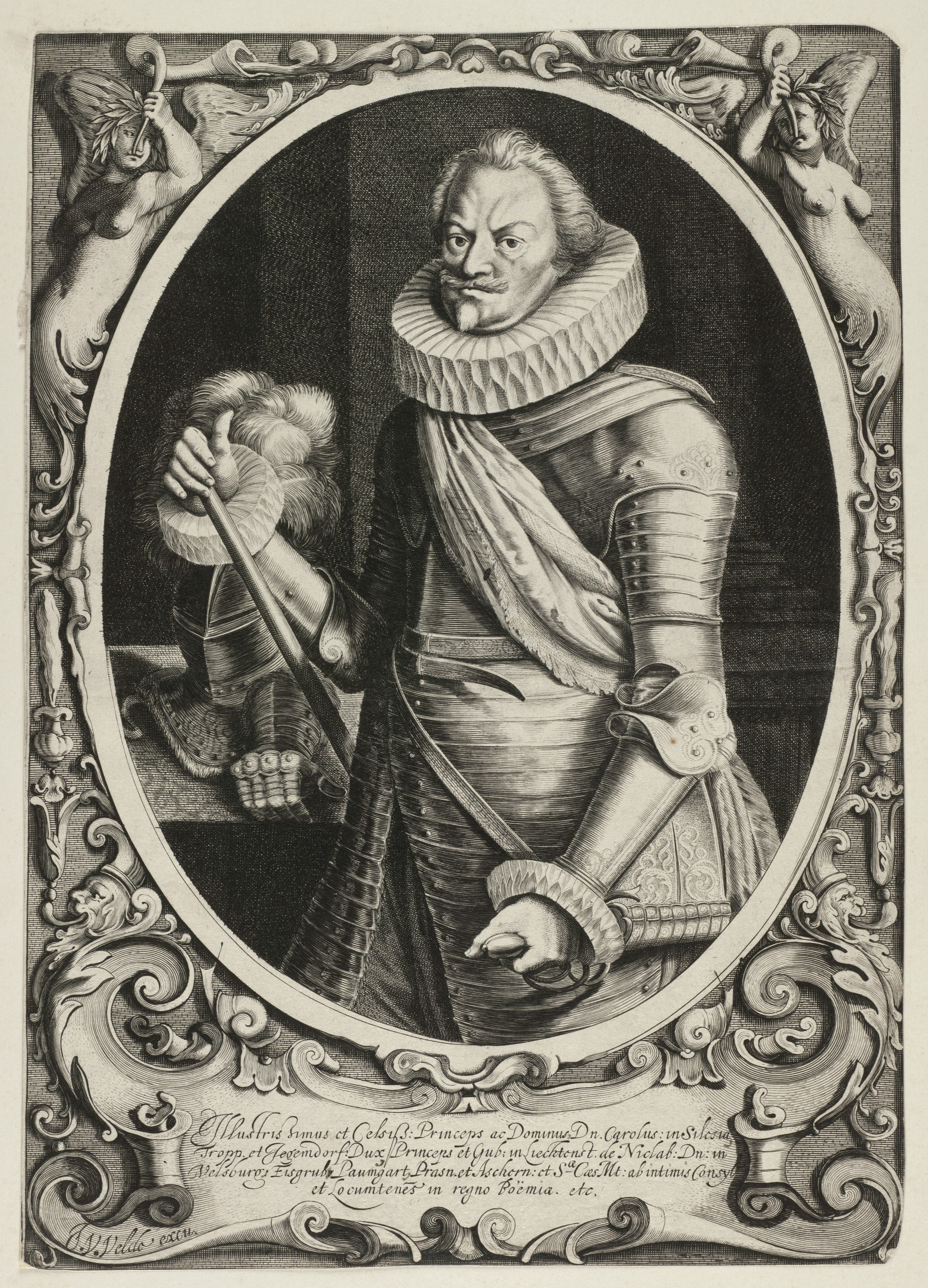
Il principe Carlo I di Liechtenstein in una stampa d'epoca

Nel 1599 si convertì dal protestantesimo al cattolicesimo e poco dopo l'Imperatore Rodolfo II d'Asburgo nominò Carlo a Capo Intendente, una posizione di rilievo alla sua corte. Carlo mantenne questa posizione sino al 1607. In una disputa sui territori dell'Impero tra Rodolfo II e l'erede al trono, l'Arciduca Mattia, Carlo si schierò con quest'ultimo che gli concedette il titolo di principe del Sacro Romano Impero con rango ereditario per l'aiuto ottenuto, nel 1608. Nel 1614 Carlo acquisì la reggenza del Ducato di Troppau assieme ai propri possedimenti. In riconoscenza dell'aiuto prestato nel corso della Battaglia della Montagna Bianca, Carlo venne nominato Proconsole e Vice-Reggente del Regno di Boemia nel 1622 e venne nominato Cavaliere dell'Ordine del Toson d'oro.
Egli ottenne inoltre il Ducato di Jägerndorf, in Slesia e gran parte delle proprietà confiscate ai ribelli della regione.

## Discendenza
Il principe Carlo e la baronessa Anna Maria Šemberová di Boskovic e Černá Hora ebbero:
- Enrico (morto nel 1612);
- Anna Maria (1597-1640), sposò il principe Massimiliano di Dietrichstein;
- Francesca Barbara (1604-1655), sposò Werner Wenzel de T'Serclaes, conte di Tilly (1599-1653);
- Carlo Eusebio, Principe del Liechtenstein (1611-1684), sposò la principessa Giovanna Beatrice di Dietrichstein-Nikolsburg († 1676).

## Ascendenza
|                                             |                        |                                         | Genitori                                |  |  | Nonni |  |  | Bisnonni                              |  |  | Trisnonni                            |  |
|                                             |                        |                                         |                                         |  |  |       |  |  | Hartmann I di Liechtenstein-Feldsberg |  |  | Giorgio V di Liechtenstein-Feldsberg |  |
|                                             |                        |                                         |                                         |  |  |       |  |  | Hartmann I di Liechtenstein-Feldsberg |  |  | Giorgio V di Liechtenstein-Feldsberg |  |
|                                             |                        | Agnese di Eckartsau                     |                                         |  |  |       |  |  | Hartmann I di Liechtenstein-Feldsberg |  |  |                                      |  |
| Giorgio Hartmann di Liechtenstein-Feldsberg |                        |                                         |                                         |  |  |       |  |  | Hartmann I di Liechtenstein-Feldsberg |  |  |                                      |  |
|                                             |                        | Giovanna di Mainburg                    | …                                       |  |  |       |  |  |                                       |  |  |                                      |  |
|                                             |                        | Giovanna di Mainburg                    | …                                       |  |  |       |  |  |                                       |  |  |                                      |  |
|                                             |                        | Giovanna di Mainburg                    | …                                       |  |  |       |  |  |                                       |  |  |                                      |  |
| Hartmann II di Liechtenstein-Feldsberg      |                        | Giovanna di Mainburg                    |                                         |  |  |       |  |  |                                       |  |  |                                      |  |
|                                             |                        | Giorgio VI di Liechtenstein-Nickolsburg | Enrico VII di Liechtenstein-Nickolsburg |  |  |       |  |  |                                       |  |  |                                      |  |
|                                             |                        | Giorgio VI di Liechtenstein-Nickolsburg | Enrico VII di Liechtenstein-Nickolsburg |  |  |       |  |  |                                       |  |  |                                      |  |
|                                             |                        | Giorgio VI di Liechtenstein-Nickolsburg | Agnese di Starhemberg                   |  |  |       |  |  |                                       |  |  |                                      |  |
| Susanna di Liechtenstein-Nickolsburg        |                        | Giorgio VI di Liechtenstein-Nickolsburg |                                         |  |  |       |  |  |                                       |  |  |                                      |  |
|                                             |                        | Maddalena di Polheim                    | Wolfgang di Polheim                     |  |  |       |  |  |                                       |  |  |                                      |  |
|                                             |                        | Maddalena di Polheim                    | Wolfgang di Polheim                     |  |  |       |  |  |                                       |  |  |                                      |  |
|                                             |                        | Maddalena di Polheim                    | Giovanna di Borsselen                   |  |  |       |  |  |                                       |  |  |                                      |  |
| Carlo I del Liechtenstein                   |                        | Maddalena di Polheim                    |                                         |  |  |       |  |  |                                       |  |  |                                      |  |
|                                             | Ulrico II di Ortenburg | Sebastiano I di Ortenburg               |                                         |  |  |       |  |  |                                       |  |  |                                      |  |
|                                             | Ulrico II di Ortenburg | Sebastiano I di Ortenburg               |                                         |  |  |       |  |  |                                       |  |  |                                      |  |
|                                             | Ulrico II di Ortenburg | Maria di Rohrbach                       |                                         |  |  |       |  |  |                                       |  |  |                                      |  |
| Carlo di Ortenburg                          | Ulrico II di Ortenburg |                                         |                                         |  |  |       |  |  |                                       |  |  |                                      |  |
|                                             |                        | Veronica di Aichberg                    | Anselmo di Aichberg                     |  |  |       |  |  |                                       |  |  |                                      |  |
|                                             |                        | Veronica di Aichberg                    | Anselmo di Aichberg                     |  |  |       |  |  |                                       |  |  |                                      |  |
|                                             |                        | Veronica di Aichberg                    | Siguna von Kreygh                       |  |  |       |  |  |                                       |  |  |                                      |  |
| Anna di Ortenburg                           |                        | Veronica di Aichberg                    |                                         |  |  |       |  |  |                                       |  |  |                                      |  |
|                                             |                        | Leonardo II di Frauenberg zum Haag      | Sigismondo di Frauenberg zum Haag       |  |  |       |  |  |                                       |  |  |                                      |  |
|                                             |                        | Leonardo II di Frauenberg zum Haag      | Sigismondo di Frauenberg zum Haag       |  |  |       |  |  |                                       |  |  |                                      |  |
|                                             |                        | Leonardo II di Frauenberg zum Haag      | Margherita di Aichberg                  |  |  |       |  |  |                                       |  |  |                                      |  |
| Maximiliana von Frauenberg zum Haag         |                        | Leonardo II di Frauenberg zum Haag      |                                         |  |  |       |  |  |                                       |  |  |                                      |  |
|                                             |                        | Amalia di Leuchtenberg                  | Federico IV di Leuchtenberg             |  |  |       |  |  |                                       |  |  |                                      |  |
|                                             |                        | Amalia di Leuchtenberg                  | Federico IV di Leuchtenberg             |  |  |       |  |  |                                       |  |  |                                      |  |
|                                             |                        | Amalia di Leuchtenberg                  | Dorotea von Rieneck-Grünsfeld und Lauda |  |  |       |  |  |                                       |  |  |                                      |  |
|                                             |                        | Amalia di Leuchtenberg                  |                                         |  |  |       |  |  |                                       |  |  |                                      |  |